# Nacionalno preverjanje znanja
Nacionalno preverjanje znanja (krajšava NPZ) je pisno preverjanje znanja učencev osnovne šole po zaključenem drugem in tretjem obdobju. Zakonsko ga opredeljujeta dva akta, in sicer Zakon o OŠ ter Pravilnik o nacionalnem preverjanju znanja v OŠ.

## Značilnosti
Ob koncu vseh triletij je NPZ za vse učence obvezen. Čas, ki ga imajo učenci za pisanje NPZ-ja je 60 min. Da učencev ne bi motili, po navadi hišnik izklopi šolski zvonec za cel dan (ko učenci pišejo NPZ). Vsi trije razredi pišejo NPZ-je istočasno.
Pri NPZ-jih se za pisanje sme uporabljati samo modro ali črno pisalo. Ne sme se uporabljati brisalcev ali drugih korekturnih sredstev (razen radirk pri matematiki). Pisati se sme le v polja, ki so za to namenjena, saj se potem test skenira, da ga učitelji/ce lahko popravijo preko računalnika.
Sestavljanje preizkusov je zaupano posebnim predmetnim komisijam, nad katerimi bedi Državna komisija za vodenje NPZ. Predmetne komisije sodelujejo z RIC-em pri analizi dosežkov oz. rezultatov.

## Zgodovina
Učenci osemletne osnovne šole so konec 8. razreda (do leta 2005) pisali eksterne teste, katerih rezultati so vplivali na njihov vpis v srednje šole. Nato je bilo z uvedbo devetletne osnovne šole leta 2002 uvedeno zunanje preverjanje znanja, ki pa je bilo z zakonodajo v šolskem letu 2005/2006 spremenjeno. Preverjanje znanja po prvem obdobju (3. razred) je bilo ukinjeno, ohranilo se je po drugem (6. razred) in tretjem obdobju (9. razred). Zlasti NPZ po tretjem obdobju (9. razred) je drugačno funkcijo in obliko, saj dosežki NPZ v 9. razredu niso vplivali več na končno oceno pri posameznemu predmetu. S šolskim letom 2024/2025 NPZ v 9. razredu ponovno ima vpliv na vpis v srednjo šolo. Prav tako je istega leta NPZ v 3. razredu postal obvezen.

## Cilj NPZ
Cilj je pridobiti dodatne informacije o znanju učencev in to vgraditi v prizadevanje za kakovostnejše učenje in poučevanje.

## Preverjani predmeti
3. razred:
- slovenščina/madžarščina/italijanščina
- matematika

6. razred: 
- slovenščina/madžarščina/italijanščina
- matematika
- angleščina

9. razred:
- slovenščina/madžarščina/italijanščina
- matematika
- tretji predmet določi minister za šolstvo in šport tako, da v mesecu septembru (navadno kar na prvi šolski dan) izmed obveznih predmetov zadnje triade po predhodni pridobitvi mnenja Strokovnega sveta Republike Slovenije za splošno izobraževanje izbere največ štiri predmete, iz katerih se bo v tekočem šolskem letu izvedlo nacionalno preverjanje znanja. Takrat minister tudi določi, iz katerega tretjega predmeta se bo preverjalo znanje z nacionalnim preverjanjem znanja na posamezni osnovni šoli.

## Vrednotenje
NPZ vrednotijo profesorji predmetov, ki se preverjajo oz. ki jih poučujejo. Po tretjem obdobju se vrednotijo v posebej za to izbranih centrih v državi (navadno na nekaj izbranih osnovnih šolah).

## Dosežki
Vsi učenci, ki pišejo NPZ, prejmejo obvestilo o uspehu.